# Campeonato de los Cuatro Continentes de Patinaje Artístico sobre Hielo de 2013
El XV Campeonato de los Cuatro Continentes de Patinaje Artístico sobre Hielo se celebró en Osaka (Japón) entre el 6 y el 10 de febrero de 2013 bajo la organización de la Unión Internacional de Patinaje sobre Hielo (ISU) y la Asociación Japonesa de Patinaje sobre Hielo.
Las competiciones se realizaron en el Gimnasio Municipal de Osaka.

## Resultados

### Femenino
| Puesto | Nombre          | País  | Puntos |
| ------ | --------------- | ----- | ------ |
| Oro    | Mao Asada       | Japón | 205,45 |
| Plata  | Akiko Suzuki    | Japón | 190,08 |
| Bronce | Kanako Murakami | Japón | 181,03 |

### Masculino
| Puesto | Nombre         | País   | Puntos |
| ------ | -------------- | ------ | ------ |
| Oro    | Kevin Reynolds | Canadá | 250,55 |
| Plata  | Yuzuru Hanyu   | Japón  | 246,38 |
| Bronce | Yan Han        | China  | 235,22 |

### Parejas
| Puesto | Nombre                                  | País           | Puntos |
| ------ | --------------------------------------- | -------------- | ------ |
| Oro    | Meagan Duhamel / Eric Radford           | Canadá         | 199,18 |
| Plata  | Kirsten Moore-Towers / Dylan Moscovitch | Canadá         | 196,78 |
| Bronce | Marissa Castelli / Simon Shnapir        | Estados Unidos | 170,10 |

### Danza en hielo
| Puesto | Nombre                      | País           | Puntos |
| ------ | --------------------------- | -------------- | ------ |
| Oro    | Meryl Davis / Charlie White | Estados Unidos | 187,36 |
| Plata  | Tessa Virtue / Scott Moir   | Canadá         | 184,32 |
| Bronce | Madison Chock / Evan Bates  | Estados Unidos | 160,42 |

## Medallero
| Núm. | País           | Oro | Plata | Bronce | Total |
| ---- | -------------- | --- | ----- | ------ | ----- |
| 1    | Canadá         | 2   | 2     | 0      | 4     |
| 2    | Japón          | 1   | 2     | 1      | 4     |
| 3    | Estados Unidos | 1   | 0     | 2      | 3     |
| 4    | China          | 0   | 0     | 1      | 1     |
|      | TOTAL          | 4   | 4     | 4      | 12    |